# VOR (motorfiets)
VOR is een merk van motorfietsen.
VOR Motori, Ronco Briantino, Milano. 
Italiaans merk dat in 1998 werd opgezet door de gebroeders Vertemati. Hun oorspronkelijke merk Vertemati bestaat ook nog. Bij VOR produceren ze zware viertakt cross- en enduromotoren en Supermotards. Het Merk VOR werd in 2002 overgenomen door Mondial Off Road, maar produceert onder de oude naam verder.